# Cortenuova
Cortenuova é uma comuna italiana da região da Lombardia, província de Bérgamo, com cerca de 1.664 habitantes. Estende-se por uma área de 7 km², tendo uma densidade populacional de 238 hab/km². Faz fronteira com Calcio, Cividate al Piano, Covo, Martinengo, Romano di Lombardia.

## Demografia
| Variação demográfica do município entre 1861 e 2011                               |
|                                                                                   |
| Fonte: Istituto Nazionale di Statistica (ISTAT) - Elaboração gráfica da Wikipedia |